# Peugeot Type 85
La Peugeot Type 85 est un modèle d'automobile produit par le constructeur français Peugeot en 1906.